# 温讷拉特
温讷拉特是德国莱茵兰-普法尔茨州的一个市镇。总面积3.33平方公里，总人口205人，其中男性107人，女性98人（2011年12月31日），人口密度62人/平方公里。